# Benigna Cardoso da Silva
Benigna Cardoso da Silva (ur. 15 października 1928 w Sítio Oitis, w gminie Santana do Cariri, w Brazylii, zm. 24 października 1941 tamże) – brazylijska dziewica i męczennica, Błogosławiona Kościoła katolickiego. Zginęła śmiercią męczeńską w wyniku gwałtu przez swojego rówieśnika-prześladowcę. Uważana jest za brazylijską Marię Goretti, za ten sam męczeński motyw zbrodni. 

## Życiorys
Urodziła się jako czwarte i ostatnie dziecko José Cardoso da Silvy i Thereza Maria da Silvy. Jej ojciec zmarł jeszcze przed jej urodzeniem, zaś matka gdy Benigna miała rok. Osierocone dzieci zostały adoptowane przez inną rodzinę. Benigna była znana jako pobożna dziewczyna, chętna zawsze do pomocy. Podczas drogi do szkoły Benigna nie pozwalała kolegom z klasy niszczyć roślin, zrywać kwiatów czy gałęzi. Na zajęciach była uczennicą uważną, punktualną i chętną do współpracy. W szkole była dobrą uczennicą, której przeszkadzało doprowadzające ją do łez karanie uczniów z jej klasy.
W wieku 12 lat, kiedy potrafiła już czytać i pisać, Benigna zaczęła być nękana przez Raula Alvesa Ribeiro, chłopca starszego od niej o około cztery lata, który często proponował jej randki z nim. Nie chciała jednak mieć z tym chłopakiem nic wspólnego, bo uważała się za zbyt młodą na romantyczne zaangażowanie i to, co się z nim wiąże.
Natychmiast poprosiła o pomoc wikariusza swojej parafii, ks. Cristiano Coêlho, który był również jej spowiednikiem. Ten ostatni najpierw zasugerował jej, aby przyjechała do Santana do Cariri na studia, aby uciec od wioski i od człowieka, który stał się prawdziwym prześladowcą.
Podarował jej również Biblię, którą Benigna zawsze przechowywała z troską. Między jego stronami dziewczyna znalazła nauki, które pozwoliły jej przeciwstawić się Raulowi i coraz bardziej umacniać swoją wiarę. Uwielbiała też opowiadać epizody biblijne innym dzieciom.
24 października 1941 roku w wieku 13 lat zamordował ją Raimundo „Raul” Alves Ribeiro, chłopak w jej wieku, który chciał ją zgwałcić. Gdy ona się na to nie zgodziła ten wziął maczetę bił ją nią, zaś na koniec została przez niego ścięta. Jej ciało zostało znalezione wkrótce potem po paru godzinach i następnego dnia pochowane na publicznym cmentarzu San Michele, Santana do Cariri, w grobie jej przybranej rodziny. W 2012 roku jej szczątki zostały przeniesione do kościoła parafialnego w tamtej miejscowości.
16 marca 2013 roku rozpoczął się jej proces beatyfikacyjny na szczeblu diecezjalnym. Został on zamknięty 16 września tegoż roku, a akty przesłano do Rzymu. 2 października 2019 papież Franciszek podpisał dekret o męczeństwie Benigny, co otwiera drogę do jej beatyfikacji.
24 października 2022, arcybiskup Manaus kard. Leonardo Ulrich Steiner, podczas uroczystej eucharystii w parku w brazylijskim mieście Crato, dokonał uroczystego aktu beatyfikacji brazylijskiej męczennicy, wpisując ją w poczet błogosławionych Kościoła katolickiego. Uroczystość miała miejsce w 81. rocznicę jej męczeńskiej śmierci. 
Jej wspomnienie liturgiczne obchodzone jest 24 października.